# 物理变化
物理变化（physical change）是物质变化的一种形式，指的是涉及结构、形态、排列，但不涉及分子原子和性質重组的变化。物理变化會改變物質的形态或排列，但不會改變其化學成份与化学元素。物理變化的過程中，原有的分子並未分解，也沒有新的分子產生。只是分子間的距離改變了。如冰融化成液態水時，水分子間的位置由不能移動而變成可以在容器內移動，而且分子間的距離改變了，但是水分子本身並沒有被破壞。
物理变化會改變物質的物理性质，像是熔化、氣化、改變強度及耐久性，結晶、質地變化、改變其形狀、体积及密度等都是質地變化。
許多物理變化也和原子的重新排列有關，例如晶體的形成。許多化學變化不可逆，也有許多物理變化可逆，不過可逆不可逆不是區分化學變化和物理變化的準則。化學變化常常會用產生氣味、顏色的變化或是產生氣體來識別，但也存在會出現這些結果的物理變化。
物理变化常常用來將混合物分離成組成的化合物，不過無法將化合物分解為較簡單的化合物，更無法分解成化學元素。

## 例子

### 加熱和冷卻
許多元素和化合物在加熱時會從固態變為液態或是從液態變為氣態，若冷卻時則會由氣態（或液態）變為液態（或固態）。像是碘或二氧化碳等物質，也可能直接到氣態和固態之間轉換，稱為升华或凝華。

### 磁性
铁磁性材料可以充磁，使其有磁性，此過程可逆，不會改變其化學組成。

### 結晶
許多元素和化合物會組成晶體，例如碳就有許多不同的同素異形體，例如钻石、石墨、石墨烯及富勒烯（其中也包括巴克明斯特富勒烯）。
金屬的晶體結構對其物理性質（例如強度和延展性）的影響很大。有許多方式可以調整晶體的結構、形狀或大小，例如錘擊、輥軋或是加熱。

### 混合物
無法互溶的混合物可用靜置或是物理篩選的方式分離。不過混合物可能會有一些組成物質沒有的特性，例如細沙混合適量的水之後，可以製作沙雕，個別的沙和水都無法組成沙雕，但沙和水混合之後，由於其表面张力影響，會有不同的物理特性。

### 溶液
很多的鹽以及部份化合物（例如糖）會溶於水形成水溶液，可以用蒸發的方式進行分離。其他的混合物或是揮發性液體可以用分馏進行分離。

### 合金
不同金屬元素的混合物稱為合金，例如黃銅就是铜和锌的合金。不過合金雖是混合物，是物理變化的產物，不容易從其中分離出成份金屬，可能需要透過化學處理才能分離。
若合金中含有汞，可以直接將合金加熱，使汞氣化成為蒸氣即可分離。